# イフ・ザット・ワー・ミー
「イフ・ザット・ワー・ミー」（If That Were Me）は、スパイス・ガールズのメンバー、メラニー・チズムのソロ・デビューアルバム『ノーザン・スター』に収録されている5枚目のシングル。2000年11月27日にリリース。UKチャート18位が最高位ながら10万枚を売り上げた。

## トラック・リスト
- ヨーロッパ・UK CD

1. "If That Were Me" - 4:34
2. "If That Were Me" （アコースティック・バージョン） - 4:29
3. "When You're Gone" （ライブ with ブライアン・アダムス） - 3:36
4. "If That Were Me" （ビデオ）

## チャート
| チャート                 | 順位 |
| ------------------------ | ---- |
| ＵＫチャート             | 18   |
| スウェーデン・チャート   | 22   |
| オーストリア・チャート   | 45   |
| スイス・チャート         | 50   |
| オランダ・チャート       | 14   |
| オーストラリア・チャート | 29   |